# ヘールズオウェン・タウンFC
ヘールズオウェン・タウン・フットボールクラブ（Halesowen Town Football Club）はイングランド、ウェスト・ミッドランズ州、ダドレー市、ヘールズオウェンを本拠地とするサッカークラブチームである。2017-2018シーズンはノーザンプレミアリーグ・プレミアディヴィジョン（7部相当）に所属。

## クラブ各種記録
リーグ最高順位
- 2位 サウザンリーグ・プレミアディヴィジョン 1995-1996

## タイトル

### 国内タイトル
- FA Vase:2回

1984-1985,1985-1986
- ウェストミッドランズ・レギオナルリーグ:5回

1946-1947,1982-1983,1983-1984,1984-1985,1985-1986
- サウザンリーグ・ミッドランドディヴィジョン:1回

1989-1990
- サウザンリーグ・ウェスタンディヴィジョン:1回

2001-2002

### 国際タイトル
- なし

## 歴代所属選手
- トロイ・ディーニー 2006-2007
- イケチ・アンヤ 2008
- ケミー・アグスティーン 2018
- シルヴァン・イーバンクス＝ブレイク 2018-